# Ariel Florencia Richards
Ariel Florencia Richards Echeverría (Santiago, 19 de abril de 1981) é uma escritora e investigadora de artes visuais chilena. Seu trabalho aborda temáticas como género, relação com o corpo e sua história pessoal como mulher trans.

## Biografia
Estudou desenho na Pontifícia Universidade Católica de Valparaíso e posteriormente Estética na Pontifícia Universidade Católica de Chile. Em 2010, obteve uma Bolsa Bicentenario para estudar o Magíster em Escritura Criativa na Universidade de Nova York, cidade na que viveu por três anos.
Actualmente é colaboradora permanente do lugar de arte contemporânea Artishock e encontra-se cursando um doctorado em Artes na Pontifícia Universidade Universidade Católica, onde pesquisa as relações em performance, género e memória.

## Carreira literária
Richards tem trabalhado como editora cultural de diferentes meios impressos chilenos, incluindo a extinta revista Viernes, a revista ED e a revista Paula, onde trabalhou como subeditora de conteúdos digitais entre 2018 e 2021.
Em 2009 editou a antología El laberinto del topo (Cuarto Proprio), que reúne a obra do poeta chileno Alfonso Echeverría, enquanto em 2015 publicou o poemario Trasatlántico.
Ao ano seguinte publicou sua primeira novela titulada Las olas son las mismas, publicada no Chile pelo editorial Libros de la mujer rota e seis anos mais tarde em Espanha por Paripé Books.
Em 2023 lançou sua segunda novela Inacabada (Alfaguara), a primeira publicação com seu novo nome legal e onde aborda, desde a ficção e a autobiografía, a relação com sua nova identidade de género.

## Vida pessoal
Em 2018 declarou-se mulher transgénero e mudou seu nome por Ariel Florencia Richards. Em 2021 a capa da reedición de sua primeira novela Las olas son las mismas mostra tanto seu nome original como seu nome atual em capa.

## Obra

### Poemas
- 2015: Trasatlántico

### Romances
- 2016: Las olas son las mismas
- 2023: Inacabada